# Davey Johnstone
Davey Johnstone, rodným jménem David William Logan Johnstone, (* 6. května 1951 Edinburgh) je skotský kytarista. Koncem šedesátých let pracoval jako studiový hudebník. V roce 1970 se stal členem kapely Magna Carta. Ta pracovala s producentem Gusem Dudgeonem, který rovněž spolupracoval se zpěvákem Eltonem Johnem. Johnstone následně hrál na Johnově albu Madman Across the Water (1971). Následně se stal členem jeho doprovodné kapely, v níž zůstal několik desítek let. Roku 1973 vydal sólové album Smiling Face. Také působil ve skupině zpěváka Alice Coopera.